# دبرسن ۸۲۰۷۱
سیارک ۸۲۰۷۱ (به انگلیسی: 82071 Debrecen، نامگذاری:2000YA32) هشتاد و دو هزار و هفتاد و یکمین سیارک کشف شده‌است که در ۳۱ دسامبر ۲۰۰۰ کشف شد.